# Adrianna Janowicz
Adrianna Janowicz (* 16. April 1995) ist eine polnische Sprinterin, die sich auf den 400-Meter-Lauf spezialisiert hat und besonders in der 4-mal-400-Meter-Staffel ist.

## Sportliche Laufbahn
Erste internationale Erfahrungen sammelte Adrianna Janowicz bei den Junioreneuropameisterschaften 2013 in Rieti, bei denen sie mit der polnischen Staffel die Goldmedaille gewann und über 400 Meter im Vorlauf ausschied. 2014 nahm sie an den Juniorenweltmeisterschaften in den Vereinigten Staaten teil. Im Einzelbewerb gelangte sie dabei bis in das Halbfinale und belegte mit der Staffel im Finale den sechsten Platz. 2015 gewann sie bei den U23-Europameisterschaften in Tallinn die Silbermedaille mit der polnischen Stafette. Im Frühjahr war Janowicz Teil der Auswahl für die IAAF World Relays 2017 auf den Bahamas, bei denen die Polinnen auf dem zweiten Platz einliefen. Zudem nahm sie an den U23-Europameisterschaften in Bydgoszcz teil. Dort gewann sie mit der polnischen Stafette die Goldmedaille und schied im Einzelbewerb in der Vorrunde aus.

## Persönliche Bestzeiten
- 200 m: 23,81 s, 32. Mai 2017 in Łódź
- 400 m: 53,07 s, 14. Juli 2017 in Bydgoszcz
  - Halle: 53,69 s, 18. Februar 2017 in Toruń